# Aelius Spartianus
Aelius Spartianus według tradycji zaliczany jest do grupy 6 autorów Historia Augusta. Grupę to nazywa się Scriptores Historiae Augustae. Źródło wskazuje Aeliusa Spartianusa jako twórcę biografii: Hadriana, Eliusza, Didiusza Julianusa, Sewera, Pesceniusza Sewera, Antoninusa Karakalli, Antoninusa Gety. Wedle informacji zawartej w Historia Augusta pisarz jest autorem i innych dzieł.